# Paulo I da Rússia
Paulo I (São Petersburgo, 1 de outubro de 1754 – São Petersburgo, 23 de março de 1801) foi o Imperador da Rússia de 1796 até ao seu assassinato. Era o único filho do imperador Pedro III e da imperatriz Catarina II. Ele permaneceu na sombra de sua mãe até finalmente ascender ao trono. Como monarca, a sua maior realização foi instituir as Leis Paulinas para governar a sucessão ao trono russo. Paulo acabou alienando os seus conselheiros e a nobreza com as suas políticas, vistas como incômodas, sendo assassinado pelos condes Peter Ludwig von der Pahlen e Nikita Petrovich Panin, e o almirante espanhol José de Ribas.
Através da numerosa família que Paulo I constituiu com sua segunda esposa, atualmente quase todas as famílias reais da Europa (incluindo algumas não-reinantes) são descendentes diretas do antigo Imperador Paulo. São seus descendentes diretos: o rei Guilherme Alexandre dos Países Baixos, a rainha Margarida II da Dinamarca, o rei Carlos XVI Gustavo da Suécia, o rei Charles III do Reino Unido (através de seu pai, o príncipe Filipe da Grécia e Dinamarca), e o rei Filipe VI da Espanha (através de sua mãe, a princesa Sofia da Grécia e Dinamarca). Assim como os herdeiros do trono de nações onde a monarquia encontra-se abolida: Rússia, Alemanha, Grécia, Romênia, e Iugoslávia.

## Infância

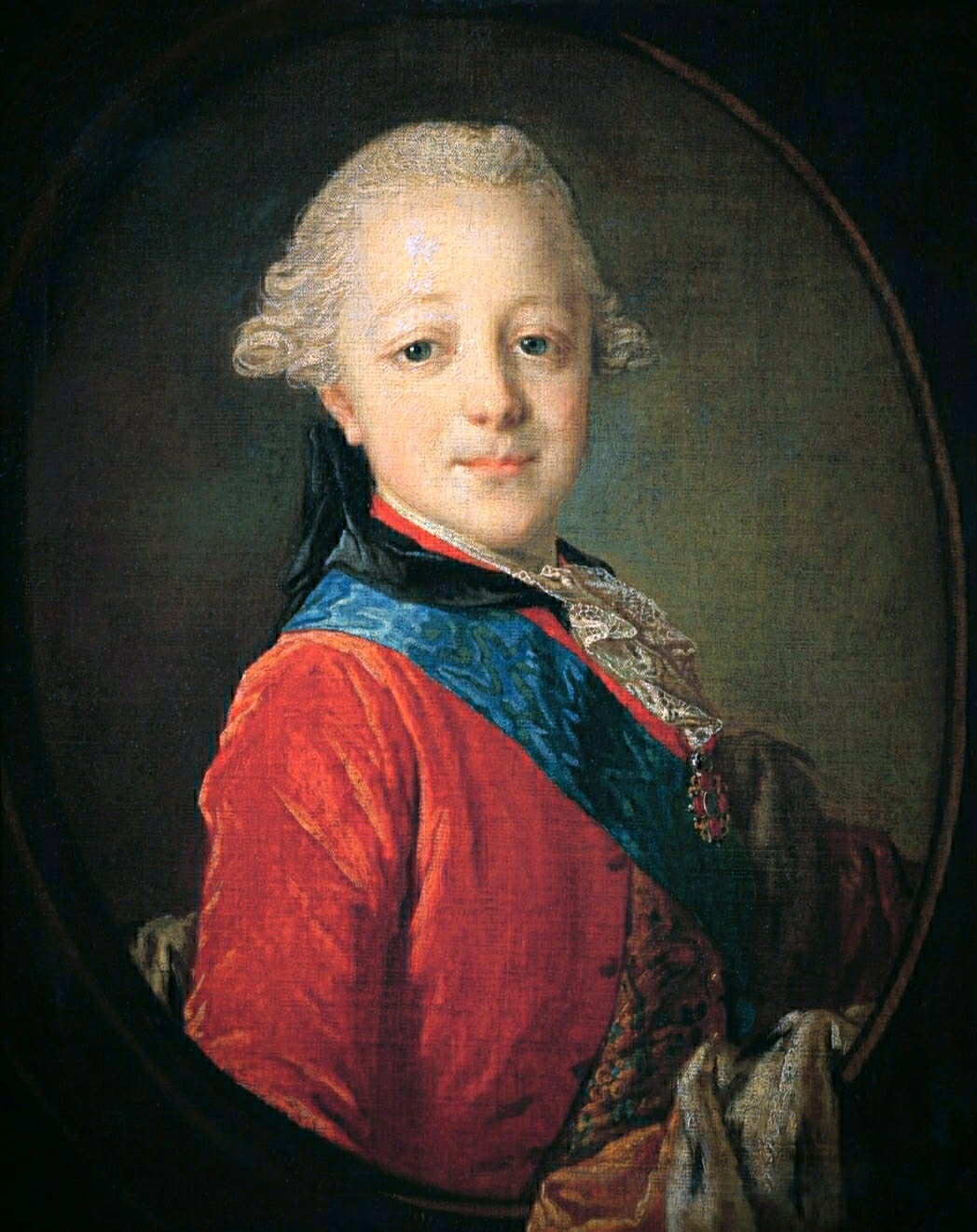
Grão-duque Paulo
Fyodor Rokotov, 1761, no Museu Russo.

Paulo nasceu no Palácio de Verão de Yelizaveta Petrovna em São Petesburgo. Ele era filho do Grão-Duque Pedro (futuro Pedro III), sobrinho e herdeiro de Isabel, e da Grã-Duquesa Catarina (futura Catarina II). Nas suas memórias, Catarina II insiste que Paulo não era filho de Pedro, mas de um de seus amantes, Sergei Saltykov. Os defensores das alegações de Catarina afirmam que Pedro era estéril e que foi incapaz de manter relações sexuais normais até passar por uma cirurgia, logo, não poderia ser o pai do czar. Embora os boatos de ilegitimidade tenham sido amplamente divulgados pelos seus inimigos, Paulo parecia-se fisicamente com o pai, o que pode colocar essa história em dúvida. Especulou-se que essas intrigas seriam uma tentativa de lançar dúvidas sobre os reais direitos de Paulo ao trono, a fim de fortalecer as reivindicações de Catarina.
Durante a sua infância, Paulo foi retirado do convívio da sua mãe pela czarina Isabel, o que acabou afetando a sua saúde pelo excesso de mimos e cuidados. O pequeno príncipe foi descrito como inteligente e de boa aparência. O nariz achatado e as características faciais na vida adulta são atribuídos a um ataque de tifo, sofrido em 1771. Consta que a sua mãe o odiava, mas o que a impediu de provocar a morte quando ele ainda era criança foi o medo de que as consequências de um outro crime palaciano pudessem recair sobre ela. Lord Buckinghamshire, o embaixador britânico na corte russa, já expressara essa opinião em 1764. No entanto, há quem sugira que Catarina II, normalmente afeiçoada às crianças, tratava Paulo com bondade. Ele foi entregue aos cuidados de Nikita Panin e de outros competentes tutores.

## Primeiro casamento

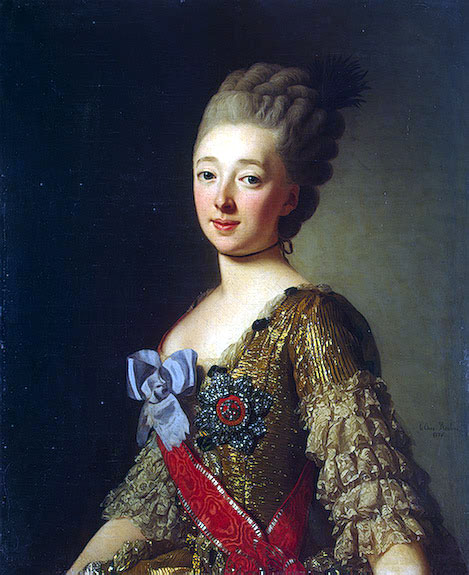
Grã-duquesa Natalia Alexeievna
Alexander Roslin, 1776, no Museu Hermitage.

Em 1773, a imperatriz Catarina II da Rússia estava à procura de uma boa esposa para o seu filho Paulo e pediu recomendações ao rei Frederico II da Prússia. O rei virou-se para as três filhas solteiras do conde Luís IX de Hesse-Darmstadt. Sem saber qual delas seria melhor, Catarina enviou convites a Guilhermina, Amália, Luísa e à mãe delas para visitar a Rússia. Rapidamente as três irmãs começaram a estudar para aperfeiçoar o seu francês, melhorar a sua dança, a praticar vénias e a completar os seus guarda-roupas. A primeira paragem na sua viagem foi em Berlim onde uma escolta de navios enviados por Catarina as levou para a Rússia. Foi o melhor amigo do Grão-duque Paulo, o jovem Andrei Razumovsky, que comandou a fragata e serviu as três irmãs e a sua mãe. Ele ficou imediatamente cativado pelas jovens passageiras, principalmente Guilhermina que não ficou insensível à admiração de Andrei.
Dois dias depois de chegarem à Rússia, o grão-duque Paulo escolheu Guilhermina para ser a sua esposa. Ela era muito bonita, alegre e exuberante e Paulo foi muito delicado com ela. O seu noivado foi celebrado com grande ostentação e Guilhermina mudou de religião, recebendo um novo nome: Natália Alexeievna. O casamento celebrou-se no dia 29 de setembro de 1773 na Igreja da Natividade da Mãe de Deus. Guilhermina, após sua conversão à Igreja Ortodoxa Russa, recebeu o nome de Natalia Alexeievna. A partir daí, Catarina II permitiu que Paulo assistisse às reuniões do Conselho, para que fosse treinado na futura função de czar. O tutor, Poroshin, queixou-se que ele era muito "apressado", agindo e falando sem pensar.

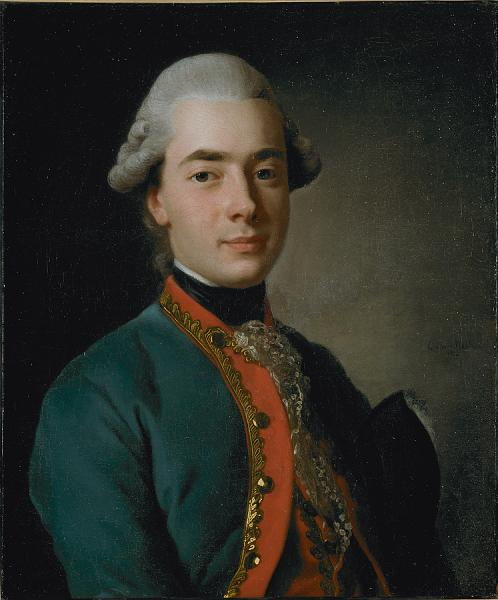
Andrei Razumovsky
Alexander Roslin, 1776, na National Gallery of Victoria.

Durante os primeiros meses de casamento, a alegria e espontaneidade de Natália animaram a corte inteira. A Imperatriz estava encantada com ela no princípio, mas à medida que o tempo passava, começavam a surgir dificuldades. O casamento de Paulo e Natália foi um fracasso. A mãe de Paulo escreveu que Natália "adora os extremos de todas as coisas. Não ouve nenhum conselho e não vejo nela nenhum charme, nem perspicácia, nem bom senso". Natália recusou-se a aprender russo e participou num plano que colocaria Paulo no trono. Sentia uma grande necessidade de obter poder devido ao desapontamento da sua vida como esposa e também a desilusão em relação ao seu marido. Eventualmente, acabou por se apaixonar pelo charmoso Andrei Razumovsky e os dois começaram um caso. Infelizmente para Natália, a Corte inteira sabia da sua infelicidade. Andrei deveria ter sido expulso do palácio, mas Paulo, que não sabia nada sobre a situação, protestou contra a partida do seu melhor amigo. Nesta altura Natália já estava grávida e Catarina não se parecia preocupar se a criança era de Paulo ou de André. Natália esperava um herdeiro para o trono russo e, para Catarina, isso era tudo o que interessava.
Natália finalmente deu à luz um filho natimorto, no dia 15 de abril de 1776, depois de um parto longo e doloroso. O bebé era enorme e foi impossível para Natália ter um parto natural, mas mesmo assim os médicos da Corte recusaram-se a realizar uma cesariana. Pouco depois Natália morreu. Paulo ficou fora de si com a mágoa e insistiu em manter o cadáver da esposa com ele. Chevalier de Corberon questionou o cirurgião Moreau durante um jantar e escreveu: "Ele (Moreau) disse-me em privado que era da opinião de que todos os médicos da Corte eram idiotas. A Grã-duquesa nunca deveria ter morrido. Na verdade é surpreendente que não se tenha tido mais cuidado com ela. As pessoas estão muito zangadas, a chorar e ressentidas. Ontem e hoje ouve-se dizer nas lojas, 'As jovens morrem; as velhas nunca morrem.'" Era uma referência à imperatriz Catarina II.

## Segundo casamento e vida Adulta

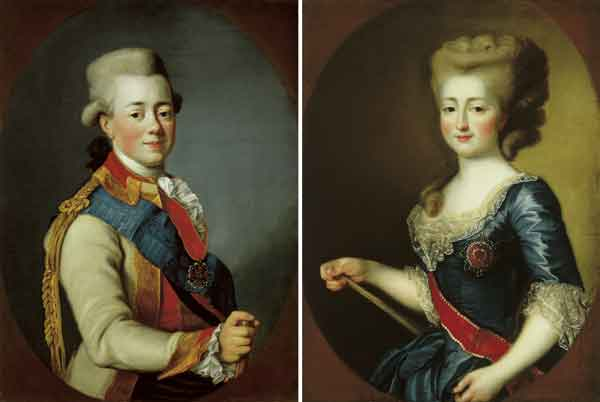
Paulo e Maria Feodorovna por Gavriil Skorodumov, 1782.

Após a morte da primeira esposa, durante o parto, a mãe de Paulo arranjou-lhe outro casamento, em 7 de outubro de 1776, com a bela Sofia Doroteia de Württemberg, que recebeu o novo nome de Maria Feodorovna. Nessa época, Paulo começou a envolver-se em intrigas. Acreditava que havia uma conspiração para matá-lo e que sua mãe era uma das principais mentoras. Chegou mesmo a acusá-la abertamente de colocar vidro moído em sua comida.
O uso de seu nome pelo rebelde Iemelian Pugachev, que havia personificado seu pai, tornou, sem dúvida, a posição de Paulo mais complicada. Quando seu primeiro filho nasceu, em 1777, Catarina o presenteou com uma grande propriedade, onde Paulo construiu o Palácio de Pavlovsk. Ele e a esposa obtiveram autorização para viajar ao exterior entre 1781-1782. Em 1783 a czarina concedeu-lhe uma outra propriedade, em Gatchina, onde Paulo foi autorizado a manter uma brigada de soldados, aos quais ele impôs o modelo do exército prussiano (uma postura ainda impopular na época).

### Relacionamento com Catarina, a Grande

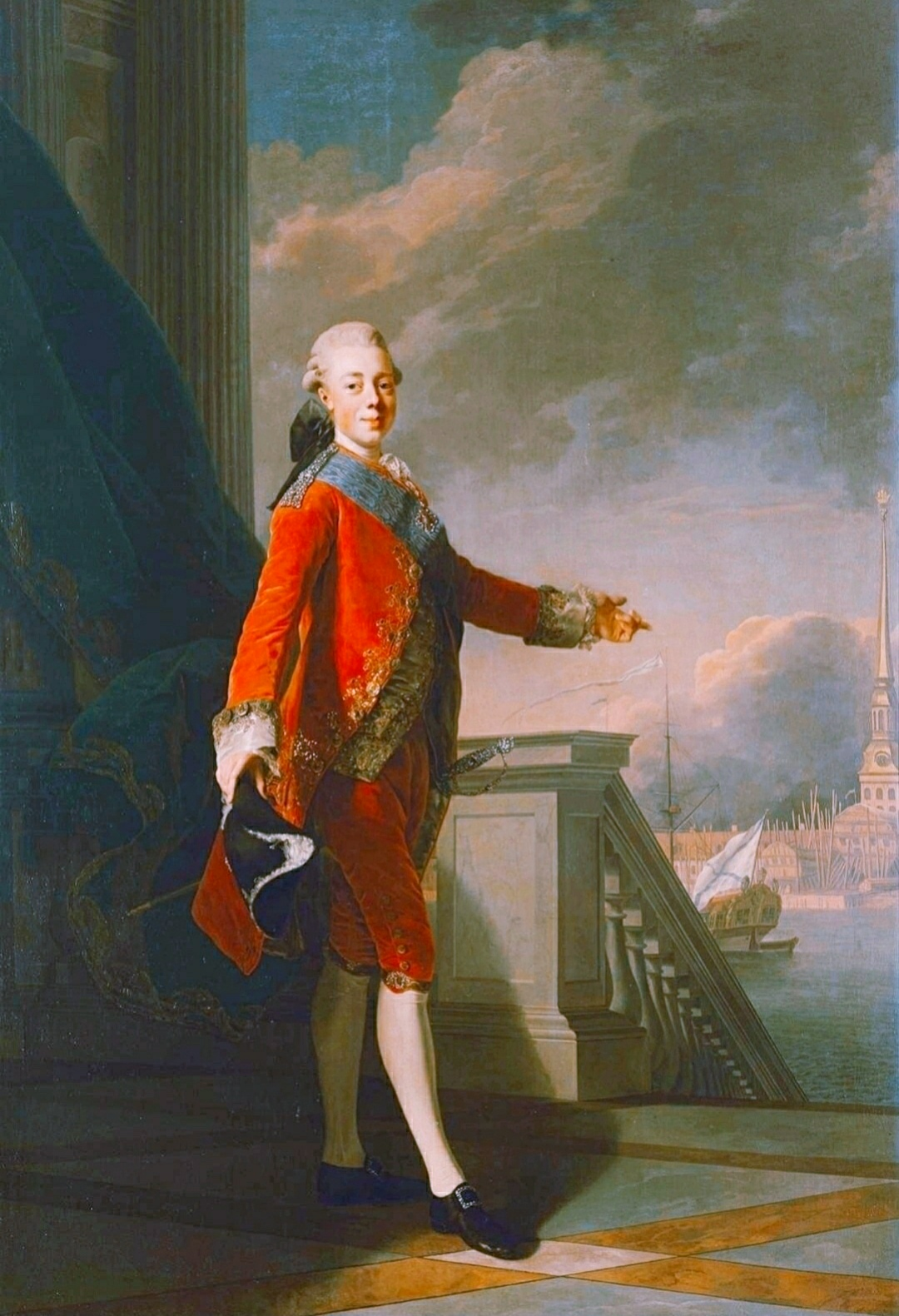
Paulo Petrovich
Alexander Roslin, 1777, no Museu Hermitage.

O relacionamento entre Paulo e Catarina II, durante o reinado desta, foi áspero e distante. Ele não viu sua mãe até sua sexta semana de vida e só visitou-a uma vez. Catarina só voltou a vê-lo um ano depois, na Páscoa. Paulo também não é mencionado nas memórias da czarina. Foi a czarina Isabel, quem assumiu os cuidados ao pequeno herdeiro. Após Isabel revelar-se incapaz de cuidar do menino, ele foi entregue aos cuidados de amas, ainda mais ineptas. O historiador russo Roderick McGrew relata brevemente o grau de negligência ao qual Paulo foi submetido: "Numa ocasião, ele caiu fora de seu berço e dormiu a noite inteira no chão, completamente desapercebido de todos". Mesmo após esse episódio e, apesar da paixão voraz de Paulo pelos estudos, as relações entre mãe e filho pouco melhoraram ao longo de seu reinado. Catarina chegou a presentear um de seus cortesãos favoritos com 50 mil rublos pela passagem de seu aniversário, enquanto Paulo ganhou apenas um relógio barato. O isolamento de Paulo em relação à mãe criou um abismo intransponível entre eles, que seria agravado mais tarde com seu status reduzido na corte imperial, com o favoritismo de Catarina por certos cortesãos e por sua decisão de excluí-lo da sucessão. Sua sensação de isolamento reapareceu nas suas relações com a corte, levando-o a se opor às políticas maternas. Mas o domínio de Catarina II sobre ele restringiu não apenas sua mobilidade como diplomata e servidor do Estado, mas sua capacidade de governar como czar.
O tutor de Paulo, conde Nikita Panin, foi brutalmente honesto em relação à posição de seu pupilo na corte russa, chamando-lhe "um bastardo, que deve sua posição à persistência de sua mãe". Este insulto define bem o tom da relação entre Paulo e Catarina, uma mulher que nunca permitiu que nada prejudicasse seu controle sobre o Império. Isso fica evidente no status de Paulo perante a corte, que nunca lhe deu grande importância, até que ele ascendesse ao trono. Grigory Orlov, um dos amantes favoritos de Catarina, teve de entrar em quarentena logo após um surto de peste em Moscou. No período em que ele esteve afastado (final de 1772 a 1773), Catarina iniciou uma reaproximação com seu filho, dando-lhe, enfim, a afeição materna que ela havia lhe negado por toda a vida. McGrew define a nova relação da seguinte forma: "Eles passavam horas juntos, rindo, conversando e passeando de braços dados. Então, Paulo foi arrebatado… a ponto de recusar-se a jantar para não separar-se dela". Certa vez, ele foi visto trocando os cartões que marcavam os assentos da mesa de jantar, somente para poder sentar-se ao lado da mãe. Apesar deste aumento de carinho maternal, Catarina, na verdade, mostrou-se fria e calculista para conquistar a afeição do filho. Seus motivos eram exclusivamente políticos, pois Paulo logo estaria em idade de se casar e ela precisava conhecê-lo melhor. O reacender do amor maternal nada mais era do que uma tática para estabelecer melhores ligações se um "desastre" viesse a ocorrer. Quando Paulo completou dezoito anos, ele foi nomeado Almirante da Marinha Imperial Russa e Coronel do Regimento de Couraceiros (sendo que, o último já havia sido concedido em 1762). É claro que Catarina não tinha intenção de compartilhar seu poder. Ela não foi a única a tratar Paulo com grosseria e desrespeito; a nobreza mostrou-se igualmente hábil em fazer de seu futuro czar um tolo.
Embora o status de "Autocrata" dos governantes russos dependesse da satisfação da nobreza, era igualmente importante para os cortesãos permanecessem ao lado do czar. Isso não foi diferente no reinado de Catarina II. O poder absoluto da czarina e o delicado equilíbrio entre cortesãos e soberanos melhoraram muito o relacionamento destes com Paulo, que ignorava abertamente as opiniões de sua mãe. Paulo protestou veementemente contra as políticas de Catarina, escrevendo uma crítica velada em Reflexões, uma dissertação sobre a reforma militar. Nela, Paulo ataca diretamente a guerra expansionista, em favor de uma política militar mais defensiva. Recebido sem nenhum entusiasmo por sua mãe, Reflexões soou como uma ameaça à sua autoridade e aumentou ainda mais a suspeita de uma conspiração interna contra ela. Apoiar Paulo publicamente ou demonstrar intimidade para com ele seria um suicídio para qualquer cortesão, especialmente após esta publicação. McGrew enumerou algumas atitudes dos cortesãos para com o príncipe herdeiro: "Era bastante comum, entre os favoritos de Catarina, depreciar ou mesmo insultar Paulo. Certa ocasião, quando Catarina debatia um assunto com Platon Zubov… ela perguntou a Paulo qual era sua opinião. Ele respondeu que pensava como Zubov que, fingindo surpresa, gritou: "Eu disse algo estúpido, então?".
Paulo passou seus últimos anos afastado da corte imperial, satisfeito em permanecer em suas propriedades em Gatchina, praticando exercícios. Conforme Catarina II ia envelhecendo, tornava-se menos preocupada com a presença de seu filho nas funções da corte. Suas atenções estavam focadas em garantir que seu neto Alexandre a sucederia no trono imperial, ao invés de seu pai.
Até 1787, porém, Catarina ainda não estava oficialmente determinada a excluir o filho da sucessão. Após o nascimento de seus netos Alexandre e Constantino, ela imediatamente ordenou que eles fossem colocados sob seus cuidados; uma abordagem muito mais proativa do que a que teve com o próprio filho. O fato de Catarina ser favorável a ter seu neto como czar, ao invés de seu próprio filho Paulo, não era surpresa: a czarina nunca fez nenhum esforço para compreender seu filho até que ele completasse dezoito anos, nem lhe delegou nenhuma responsabilidade pela qual ele pudesse mostrar sua capacidade política e de liderança. Durante seu casamento com Maria Feodorovna, a hostilidade de Catarina foi alimentada pelo escandaloso envolvimento entre Paulo e Catarina Nelidova, uma das damas de companhia de sua esposa. Não era pouco, na mente da czarina, para apoiar a ideia de um reinado de Paulo. Secretamente, ela encontrou-se com Frederico César de La Harpe, tutor de Alexandre, para discutir a ascensão de seu pupilo como czar, e tentou convencer Maria a assinar um documento autorizando a legitimação de seu filho como herdeiro imediato, ao invés de seu marido. Ambos os esforços foram infrutíferos, e embora Alexandre concordasse com os desejos de sua avó, respeitou a posição de seu pai como sucessor de Catarina no trono russo.

## Ascensão ao trono

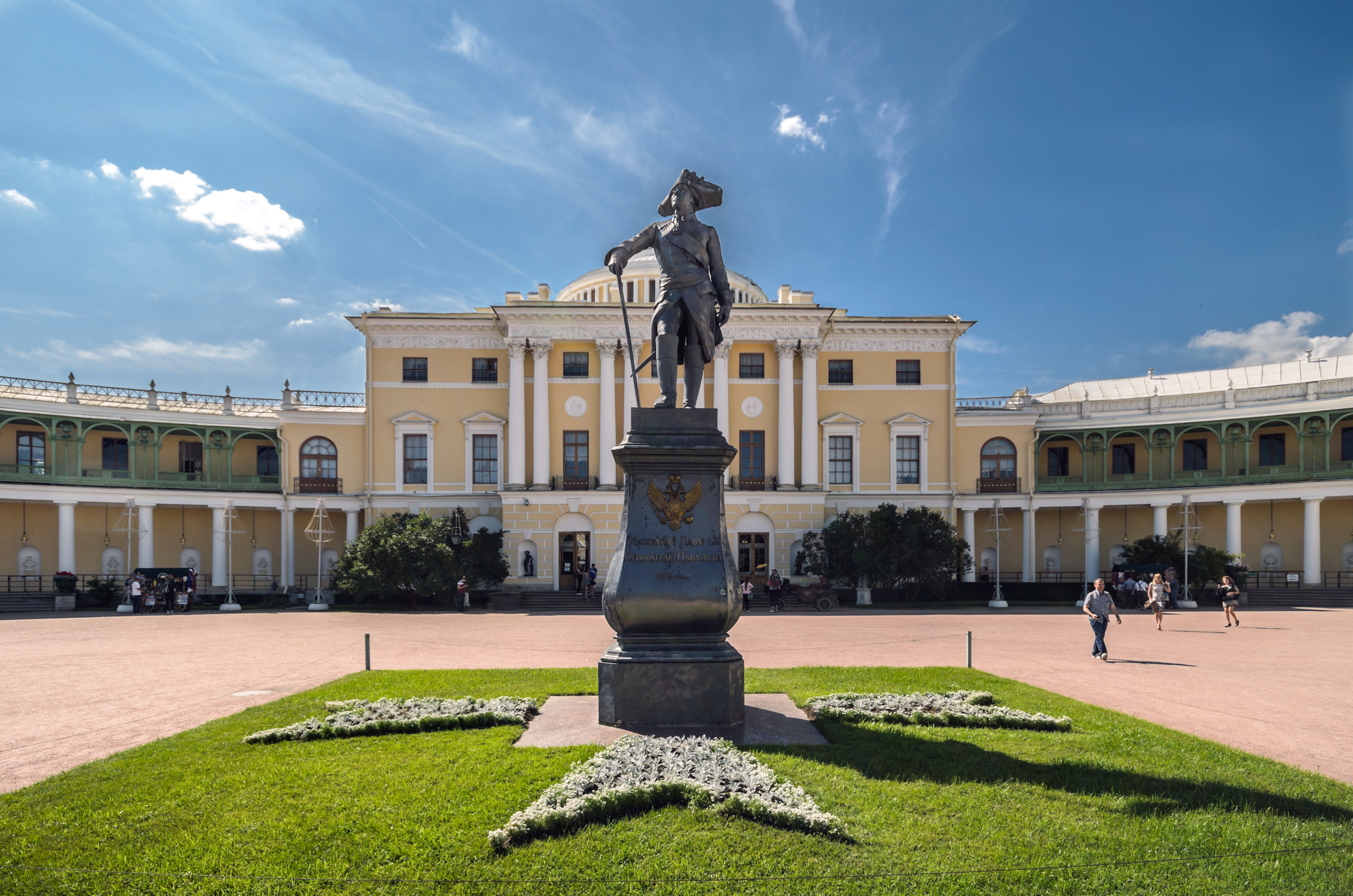
Estátua do Czar Paulo em frente ao Palácio de Pavlovsk.

Catarina II morreu em 6 de novembro de 1796, um dia após ter sofrido um derrame cerebral. A primeira providência de Paulo foi obter informações sobre o testamento da mãe e a possibilidade de destruí-lo, pois dizia-se que uma das disposições testamentárias da czarina determinava sua exclusão da sucessão e a ascensão ao trono de Alexandre, seu neto mais velho. Esses medos, provavelmente, contribuíram para que Paulo promulgasse as Leis Paulinas, que estabeleciam o estrito princípio da primogenitura na Dinastia Romanov e não poderiam ser alteradas por seus sucessores.
O exército, então posicionado para atacar a Pérsia, foi chamado de volta à capital um mês após a ascensão de Paulo. Seu pai, Pedro III, foi enterrado com grande pompa na Capela Imperial da Catedral de São Pedro e São Paulo. Aos rumores de sua ilegitimidade, Paulo reagiu com a demonstração de sua ascendência desde Pedro, o Grande. A inscrição no monumento ao primeiro Czar da Rússia, erguido durante o reinado de Paulo em frente ao Castelo Mikhailovsky, diz o seguinte: "Ao bisavô, de seu bisneto" — uma alusão sutil, mas evidente, à inscrição em latim "PETRO PRIMO CATHERINA SECUNDA", dedicatória de Catarina II gravada no Cavaleiro de Bronze, a mais famosa estátua de Pedro em São Petesburgo.

## Supostas excentricidades

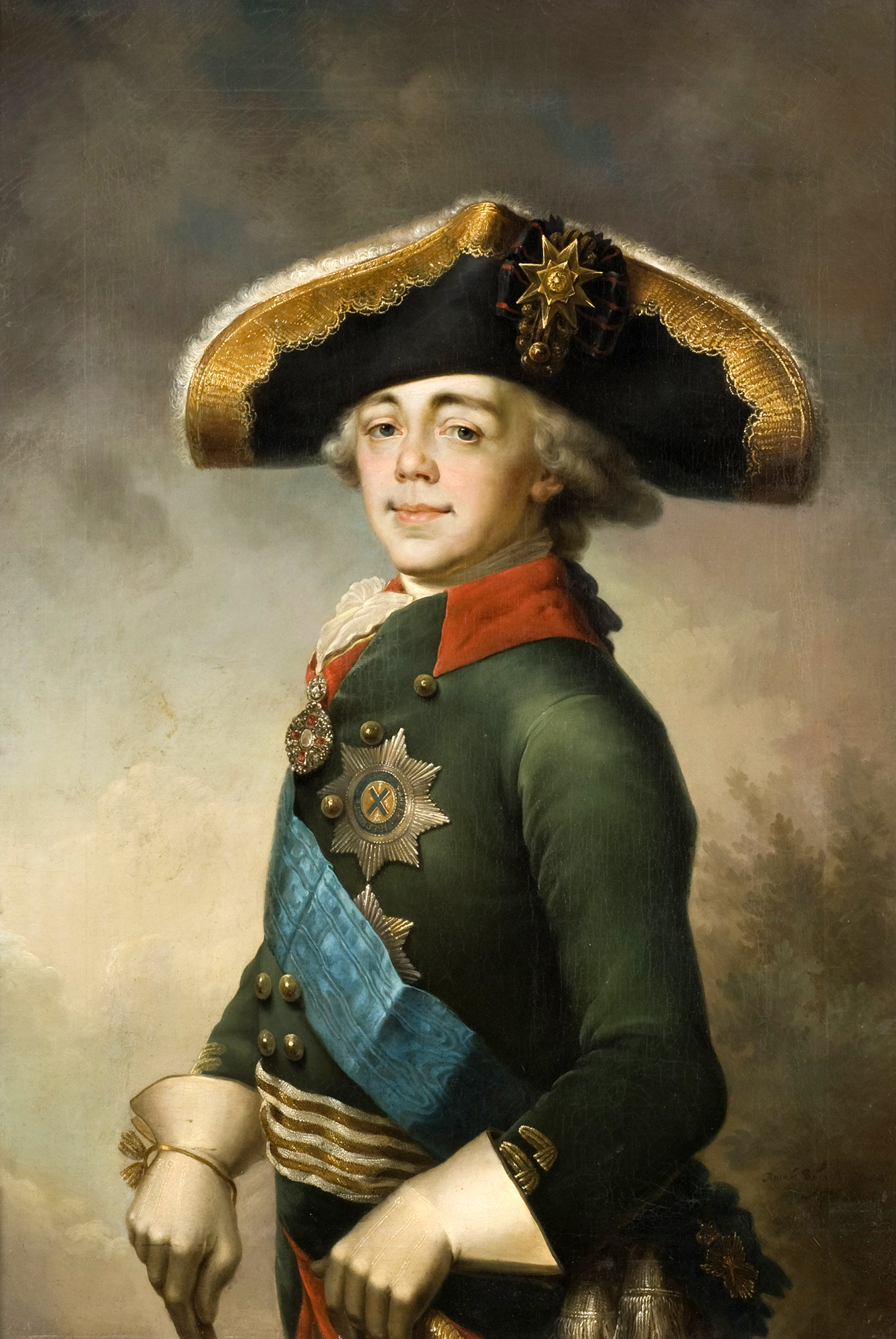
Paulo I
Vladimir Borovikovsky, 1796, no Museu de Novgorod.

Paulo I era idealista e capaz de grandes generosidades, mas também era volúvel e vingativo. Ambas as "qualidades", deve-se acrescentar, eram grandemente defendidas pelo povo russo como típicas dos benevolentes autocratas da época. Durante o primeiro ano do reinado, Paulo reverteu enfaticamente muitas das duras políticas de sua mãe. Também permitiu que Alexander Radishchev, acusado de jacobinismo e o mais conhecido crítico de Catarina II, retornasse do exílio na Sibéria. Nessa mesma época, libertou Nikolay Novikov da fortaleza de Shlisselburg e Tadeusz Kościuszko do Palácio de Mármore, mas os confinou em suas respectivas propriedades, sob a supervisão da polícia. Ele considerava a nobreza russa decadente e corrupta e estava determinado a transformá-la em uma disciplinada judiciosa e leal casta, semelhante às ordens de cavalaria medievais. Aos poucos se adequaram à sua visão de cavaleiro dos tempos modernos (como seus favoritos: Kutuzov, Arakcheyev e Rostopchin), ele concedeu mais servos durante seus cinco anos de reinado do que sua mãe presenteou seus amantes em 34 anos como soberana. Aqueles que não compartilharam de suas ideias foram demitidos ou perderam seus lugares na corte (entre eles estavam sete marechais de campo e 333 generais).
De acordo com os ideais de cavalaria, Paulo foi eleito grão-mestre dos Cavaleiros Hospitalários, a quem deu abrigo após a expulsão de Malta por Napoleão. A sua liderança resultou na criação da tradição russa dos Cavaleiros Hospitalários (Ordem de São João/Ordem Maltesa) dentro das Ordens Imperiais da Rússia. Numa grande despesa, construiu três castelos na capital russa e em seus arredores. Muito se fez pelo seu caso de amor cortês com Anna Lopukhina, mas o relacionamento parece ter sido platônico, pouco mais que outro detalhe em seu ideal de "masculinidade de cavalaria".
Paulo também ordenou que os ossos de Grigori Potemkin, um dos amantes de sua mãe, fossem desenterrados e dispersos aleatoriamente.

## Relações Exteriores
Assim que assumiu o poder, as políticas iniciais de Paulo foram, em grande parte, contrárias às da mãe. Na política externa, isso significa que era contra as guerras de caráter expansionista disputadas por Catarina, preferindo seguir por um caminho mais pacífico e diplomático. Imediatamente após subir ao trono, convocou todas as tropas estacionadas fora das fronteiras russas, incluindo a força expedicionária enviada por Catarina II para conquistar o Irã através do Cáucaso e os 60 mil homens que ela havia prometido enviar para auxiliar Inglaterra e Áustria a derrotar os franceses. Paulo odiava os franceses antes de sua revolução e, posteriormente, com seus republicanos e sua visão anti religiosa, passou a detestá-los ainda mais. Ele sabia que o expansionismo francês feria os interesses da Rússia mas, ainda assim, chamou de volta as tropas de sua mãe, em virtude de sua firme oposição às guerras expansionistas. Paulo também acreditava que a Rússia necessitava de substanciais reformas governamentais e militares, para evitar o colapso econômico e uma eventual revolução, antes de pensar em travar uma guerra em solo estrangeiro.

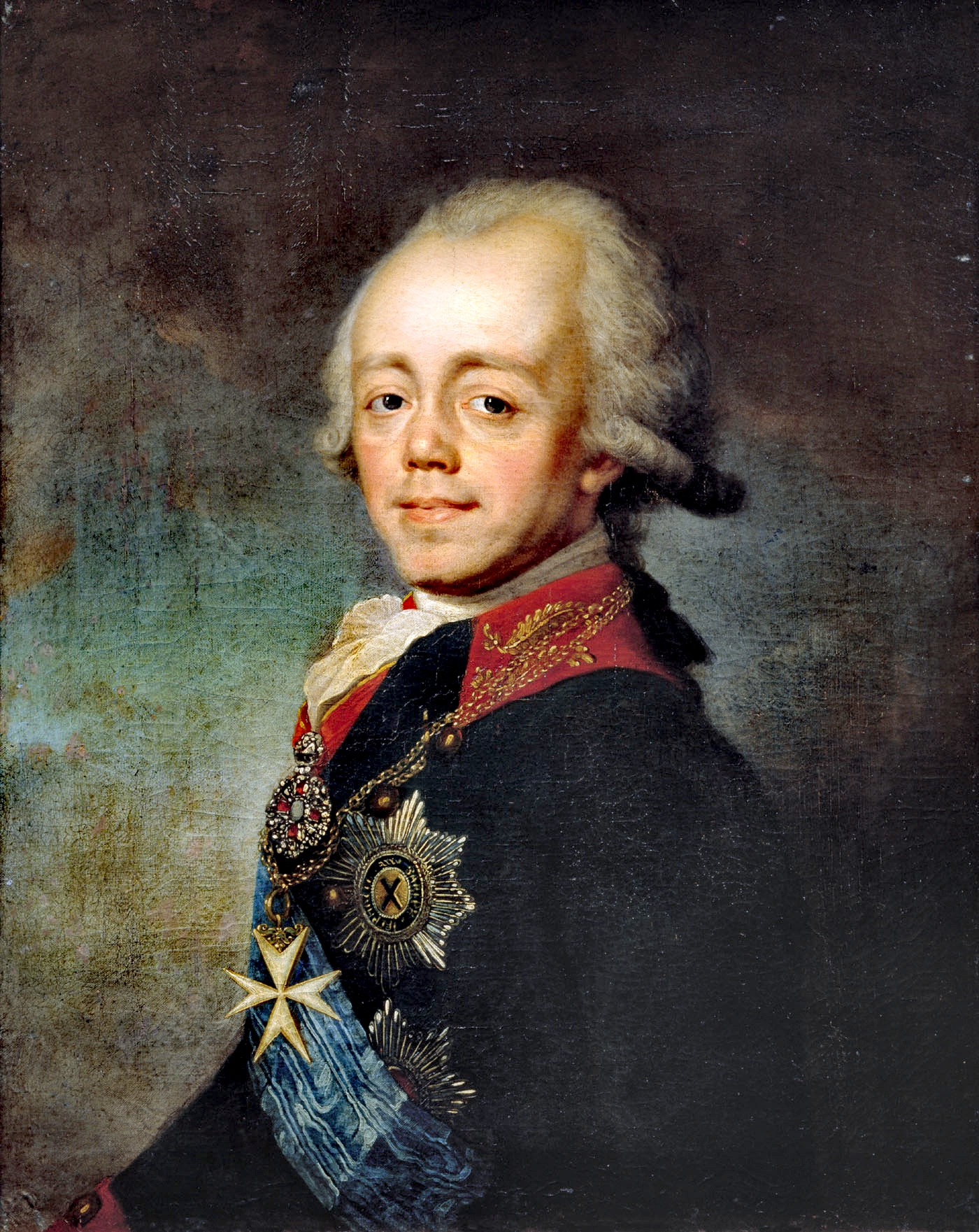
Retrato de Paulo I, por Stepan Shchukin.

Paulo ofereceu-se para mediar a paz entre Áustria e França, através da Prússia, mas os dois países selaram o fim das hostilidades sem a sua ajuda, com a assinatura do Tratado de Campoformio, em outubro de 1797. Este tratado, que definia o controle francês sobre ilhas do Mediterrâneo e a divisão de Veneza, preocupou Paulo, que viu o aumento da instabilidade na região e a ostentação das ambições francesas no Mediterrâneo. Em resposta, ele ofereceu asilo ao Príncipe de Condé e seu exército, bem como a Luís XVIII, que haviam sido expulsos da Áustria pelos termos do Tratado. Napoleão apoderou-se da Itália, Países Baixos Austríacos e Suíça, estabelecendo repúblicas com Constituições próprias e Paulo sentiu que era o momento da Rússia desempenhar um papel ativo na Europa, a fim de derrubar o que a república havia criado e restaurar as autoridades tradicionais. Para este objetivo, encontrou um aliado disposto no chanceler austríaco, o Barão de Thugut, que odiava os franceses e criticava em voz alta os princípios revolucionários. Os Impérios Inglês e Otomano uniram-se a austríacos e russos a fim de parar a expansão francesa, libertar os territórios sob seu controle e restabelecer as antigas monarquias. A única grande potência da Europa que não se uniu a Paulo em sua campanha antifrancesa, foi a Prússia, cujo histórico de neutralidade com Napoleão, a desconfiança em relação à Áustria e a segurança que gozava pelas relações com a França, a impediu de participar da coalizão. Apesar da relutância prussiana, Paulo decidiu prosseguir com a guerra, prometendo 60 mil homens para auxiliar a Áustria na Itália e 45 mil homens para auxiliar a Inglaterra no norte da Alemanha e nos Países Baixos.
Outro fator importante na decisão de Paulo de declarar guerra a França, foi a situação na Ilha de Malta, uma fortaleza que serviu de casa para a Ordem de São João de Jerusalém — ordem católica de cavaleiros dedicados a combater a influência muçulmana no Mediterrâneo desde a Primeira Cruzada. Além de Malta, a Ordem também possuía várias propriedades, chamadas Priorados, espalhadas por toda a Europa, que pagavam-lhe impostos. Em 1796, Paulo aproximou-se da Ordem para tratar do priorado polonês, então em território russo, que se encontrava em estado de total abandono e não recolhia impostos a cem anos. O czar, que na infância havia lido todas as suas histórias e ficou impressionado com sua honra e conexão com a antiga ordem que representava, transfere o priorado polonês para São Petesburgo em 1797. Em resposta, os cavaleiros fizeram dele um protetor da Ordem em agosto do mesmo ano; uma honra que Paulo não esperava, mas aceitou alegremente . Em 1798, Napoleão toma a Ilha de Malta sem disparar um único tiro, escandalizando Paulo. O Priorado de São Petesburgo responde à ação em setembro, declarando que o grão mestre Fernando von Hompesch, havia traído a Ordem, vendendo a ilha a Napoleão; no mês seguinte, elegem Paulo como o novo grão mestre da Ordem. Nem o Vaticano nem os outros priorados da Europa aprovaram a eleição de um soberano de uma nação ortodoxa como cabeça de uma ordem católica e este impasse gerou um problema político entre Paulo, que insistia em defender sua legitimidade, e as nações dos respectivos priorados. O reconhecimento do czar seria mais um dos fatores de divisão de seu reinado mas, de imediato, o então grão mestre teria mais uma razão para ir à guerra contra a República Francesa: recuperar a casa ancestral da Ordem.
O exército russo na Itália, tecnicamente, desempenhou o papel de força auxiliar ao exército austríaco, embora o cargo de Comandante-em-chefe de todos os exércitos aliados tenha sido entregue ao general russo Alexander Suvorov que, com quase 70 anos de idade, era conhecido por seus ataques rápidos e decisivos. Sob o comando de Suvorov, os aliados conseguiram expulsar os franceses da Itália, apesar de terem sofrido pesadas baixas. No entanto, nessa época, começaram a surgir os primeiros problemas na aliança russo-austríaca, devido a seus diferentes objetivos na Itália. Enquanto Paulo I e Suvorov queriam a libertação e a restauração das monarquias italianas, os austríacos procuravam aquisições territoriais na Itália e estavam dispostos a sacrificar o apoio russo tão logo realizassem o seu intento. Por isso, os austríacos viram com satisfação a saída de Suvorov com seu exército da Itália, em 1799, para encontrar-se com as tropas de Alexander Korsakov que, no momento, auxiliavam o arquiduque Carlos de Áustria-Teschen a expulsar os exércitos franceses que ocupavam a Suíça. No entanto, a campanha na Suíça sofreu um impasse com pouca atividade em ambos os lados, até que os austríacos se retiraram. Infelizmente, a retirada austríaca ocorreu antes que os exércitos de Suvorov e Korsakov se encontrassem, permitindo que os franceses os atacassem separadamente. Como resultado, Korsakov foi derrotado e Suvorov sofreu grandes perdas quando tentava bater em retirada. Suvorov, envergonhado, culpou os austríacos pela terrível derrota na Suíça, mesma atitude de um furioso Paulo I. Esta derrota, combinada à recusa austríaca em restaurar as antigas monarquias na Itália e seu desrespeito com a bandeira russa durante a tomada de Ancona, levou a Rússia a abandonar formalmente a aliança em outubro de 1799.

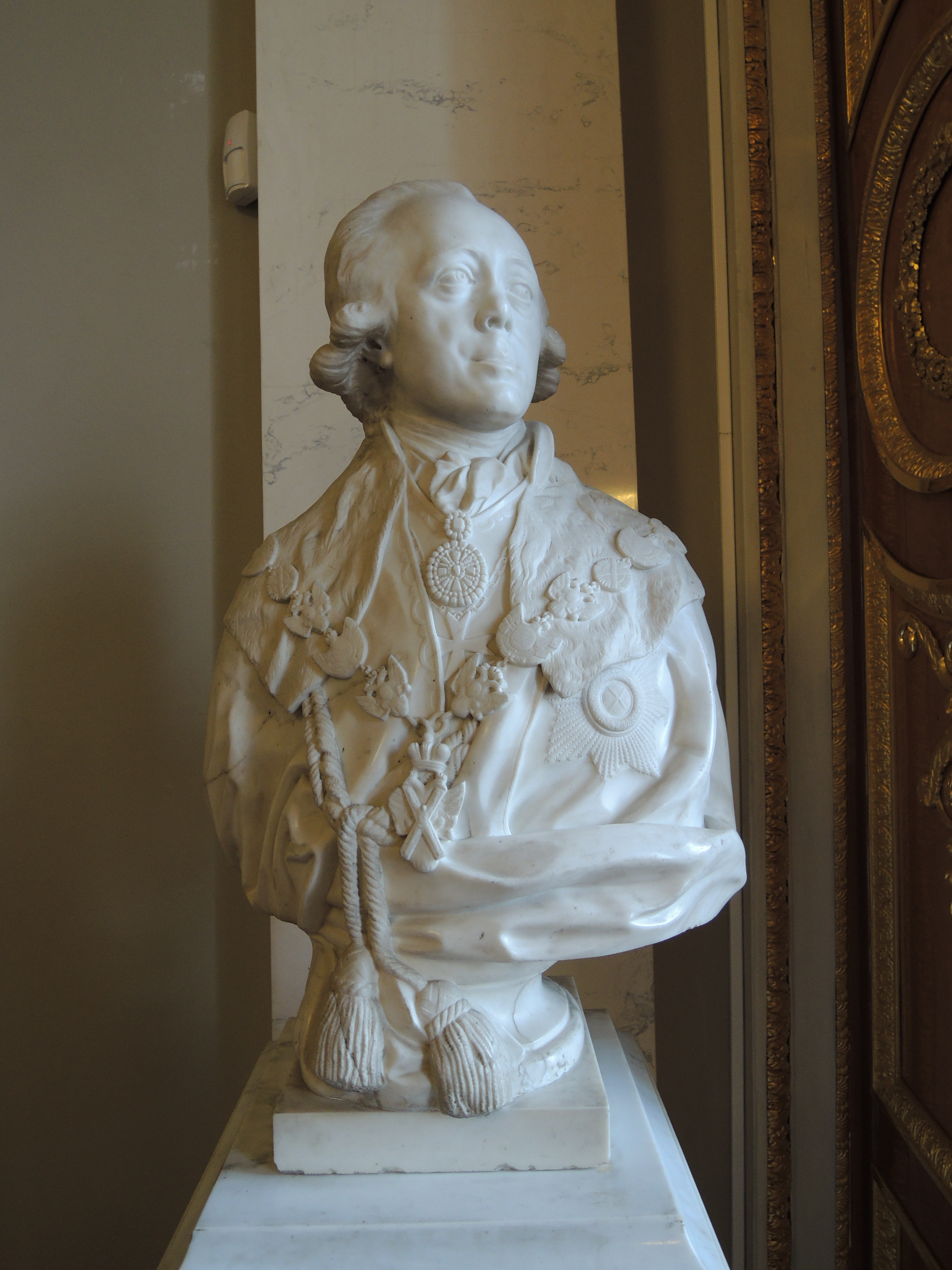
Busto de autoria de Fedot Shubin, 1800.

Apesar da queda de 1799 e da quase falência da aliança russo-austríaca, Paulo ainda colaborou voluntariamente com os britânicos. Juntos, eles planejavam invadir os Países Baixos e, através desse país, atacar a França. Ao contrário da Áustria, nenhum dos dois países tinham quaisquer ambições territoriais secretas; eles só procuravam derrubar Napoleão. A campanha começou bem, com uma vitória inglesa ao norte, mas, quando o exército russo chegou, em setembro, os aliados viram-se às voltas com o mau tempo, má coordenação e uma resistência inesperadamente feroz de holandeses e franceses, pulverizando seu sucesso. Com o passar dos dias e a piora do tempo, os aliados sofreram perdas cada vez maiores, até assinarem o armistício, em outubro de 1799. As perdas russas representaram 3/4 do total de baixas entre as forças aliadas e os ingleses deixaram o que sobrou das tropas após a retirada em uma ilha do Canal da Mancha, pois a Inglaterra não as queria no continente . Esta derrota e os posteriores maus tratos aos soldados russos tornaram as relações russo-britânicas tensas, mas a ruptura definitiva só aconteceria mais tarde . As razões para esta ruptura são menos claras e simples do que a cisão com a Áustria, mas houve vários acontecimentos importantes durante o inverno de 1799-1800 que contribuíram para isso: Napoleão libertou 7 mil soldados russos cativos, pelos quais os ingleses se recusaram a pagar resgate; Paulo I ficou mais próximo de Dinamarca e Suécia, que ofenderam os britânicos ao exigirem direitos de neutralidade no transporte marítimo; o embaixador inglês em São Petesburgo foi chamado de volta à Inglaterra e não foi substituído por outro diplomata, sem razões ou satisfações ao governo russo ou ao czar; os ingleses, precisando escolher entre seus dois aliados, escolheram os austríacos, que se comprometeram a lutar contra Napoleão até o fim. Finalmente, dois eventos sucessivos destruíram completamente a aliança: em julho de 1800, os ingleses apreenderam uma fragata dinamarquesa, levando Paulo I a fechar as empresas inglesas em São Petesburgo e a apreender navios e carga britânicos; o czar não perdoou os ingleses pela recusa do almirante Nelson em devolver a Ilha de Malta à Ordem de São João (e então, para ele), quando eles a tomaram dos franceses, em setembro de 1800 . A reação drástica de Paulo foi ordenar a apreensão de todos os navios ingleses ancorados em portos russos e o aprisionamento de seus tripulantes em campos de detenção; além disso, os comerciantes ingleses deveriam ser feitos reféns até que ele recebesse uma indenização. No inverno seguinte, ele foi mais longe, usando sua nova Neutralidade Armada (uma coalizão com Suécia, Dinamarca e Prússia) para preparar o Báltico contra um possível ataque inglês, impedir a busca de navios mercantes neutros pelos britânicos e congelar todo o comércio inglês no norte da Europa. Como Napoleão já havia fechado todos os portos da Europa Ocidental e Meridional para o comércio britânico, a Inglaterra, que dependia fortemente das importações (especialmente de madeira, produtos navais e grãos) foi seriamente ameaçada pela jogada de Paulo e reagiu rapidamente. Em março de 1801, os ingleses enviaram uma frota para a Dinamarca, bombardeando Copenhague e forçando uma rendição no início de abril. A frota, então, foi preparada para dirigir-se a São Petesburgo, mas, nesse momento, Paulo I já havia sido assassinado por uma conspiração e Alexandre I tratou de negociar a paz logo após assumir o trono.
O mais estranho na política externa de Paulo I, teria sido sua reconciliação com Napoleão quando a coalizão se desfez. Recentemente, porém, vários estudiosos tem argumentado que esta radical mudança de posição se deve ao fato de Napoleão ter-se tornado imperador, afastando-se do Jacobinismo e fazendo da França uma nação mais conservadora, coerente com a visão de mundo do czar. Até mesmo a decisão de Paulo de enviar um exército de cossacos para tomar a Índia britânica, por mais bizarra que pareça, faz um certo sentido, pois a Inglaterra foi quase imune a ataques diretos, sendo uma nação insular com uma marinha formidável. Entretanto, os ingleses negligenciaram as proteções da Índia e teriam grande dificuldade em repelir um ataque por terra. Este problema fez com que os britânicos assinassem três tratados com a Pérsia (em 1801, 1809 e 1812), para se precaver de um eventual ataque à Índia a partir da Ásia Central. Paulo procurou atacar os ingleses em sua maior fraqueza: seu comércio e suas colônias. Durante seu reinado, suas políticas estavam focadas no restabelecimento da paz e no equilíbrio de poder na Europa, apoiando a autocracia e as antigas monarquias, sem procurar expandir as fronteiras da Rússia.

## Assassinato

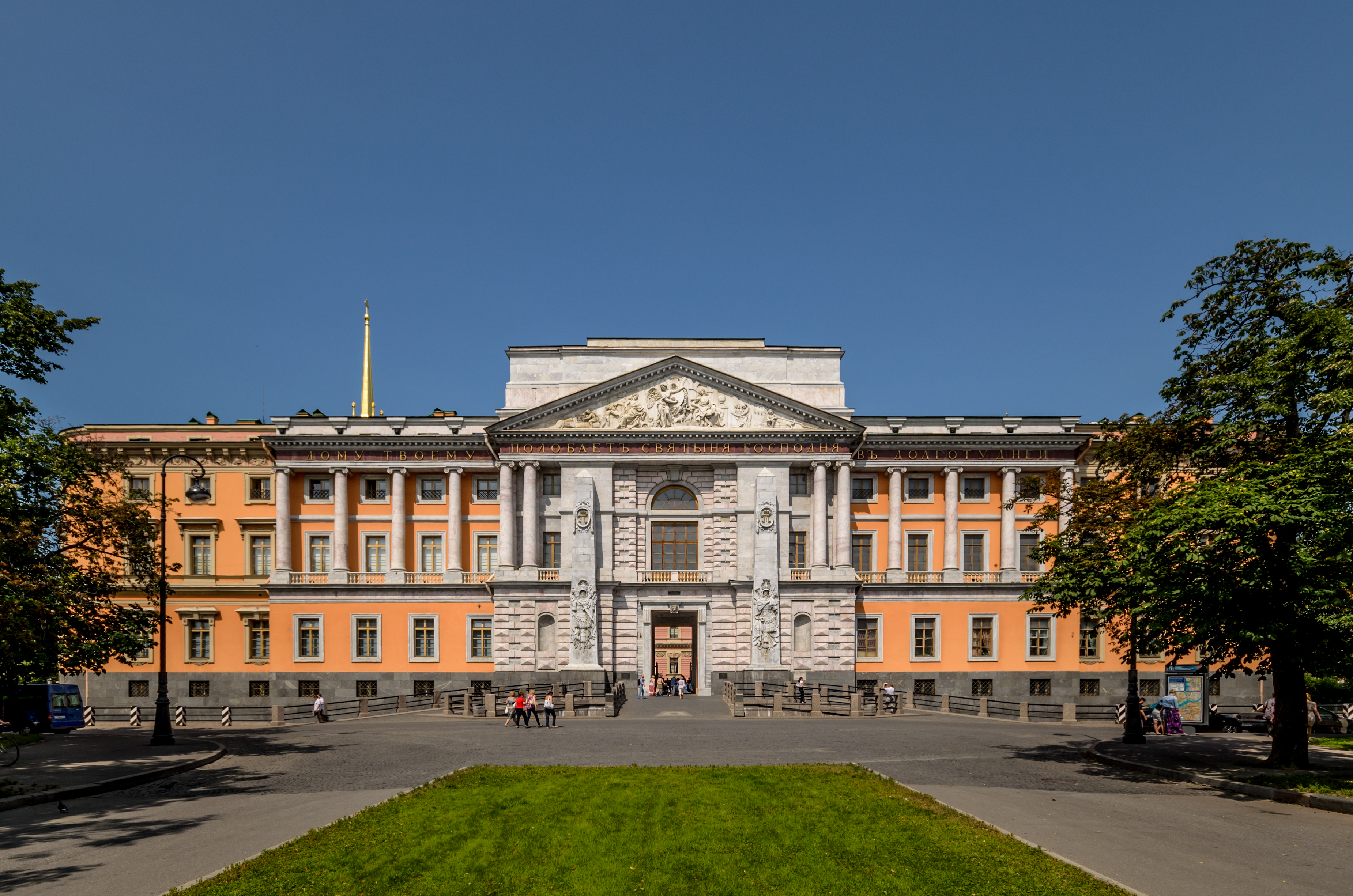
Castelo Mikhailovsky, onde Paulo I foi assassinado.

Os pressentimentos de Paulo sobre uma tentativa de assassinato eram bem fundados. As tentativas de forçar a nobreza a adotar um código de cavalaria afastaram muitos dos seus assessores de confiança. O czar também descobriu maquinações ultrajantes e corrupção no tesouro russo. Apesar de ter revogado a lei de Catarina II que permitia castigos físicos às classes livres e introduzido reformas que possibilitaram mais direitos aos camponeses e melhor tratamento aos servos, a maior parte das suas políticas era vista como um grande incômodo pela nobreza e induziu os seus inimigos a traçar um plano contra ele.
Uma conspiração foi organizada alguns meses antes de sua execução pelos condes Peter Ludwig von der Pahlen e Nikita Petrovich Panin e pelo hispano-napolitano José de Ribas mas, a morte deste último atrasou a execução do plano. Na noite de 23 de março de 1801, Paulo foi assassinado nos seus aposentos, no recém-construído Castelo Mikhailovsky, por um grupo de ex-oficiais liderados pelo general Levi von Bennigsen, cidadão de Hanôver a serviço russo, e pelo general georgiano Vladimir Mikhailovich Yashvil. Eles entraram no seu quarto, estimulados pela bebida, e encontraram-no num canto, escondido atrás de algumas cortinas. Os conspiradores arrancaram-no de lá, forçaram-no a sentar-se à mesa e tentaram obrigá-lo a assinar um documento de abdicação. Paulo ofereceu alguma resistência e um dos oficiais o golpeou com uma espada; depois, ele foi estrangulado e pisoteado até à morte. Sucedeu-lhe o filho Alexandre, então com 23 anos de idade, que estava no palácio no momento do assassinato, e recebeu o anúncio de sua ascensão do general Nikolay Zubov, com a seguinte advertência: "É hora de crescer! Vá e governe!".

## Legado
Como Michael Foster anotouː "A visão popular de Paulo I, durante muito tempo, era de um louco com uma amante, que aceitou o cargo de Grão-mestre da Ordem de São João de Jerusalém, que promoveu seus delírios. Essas excentricidades e sua imprevisibilidade em outras áreas levaram, pela ótica geral, ao seu assassinato. Este retrato de Paulo foi promovido por seus assassinos e pelos patrocinadores destes".

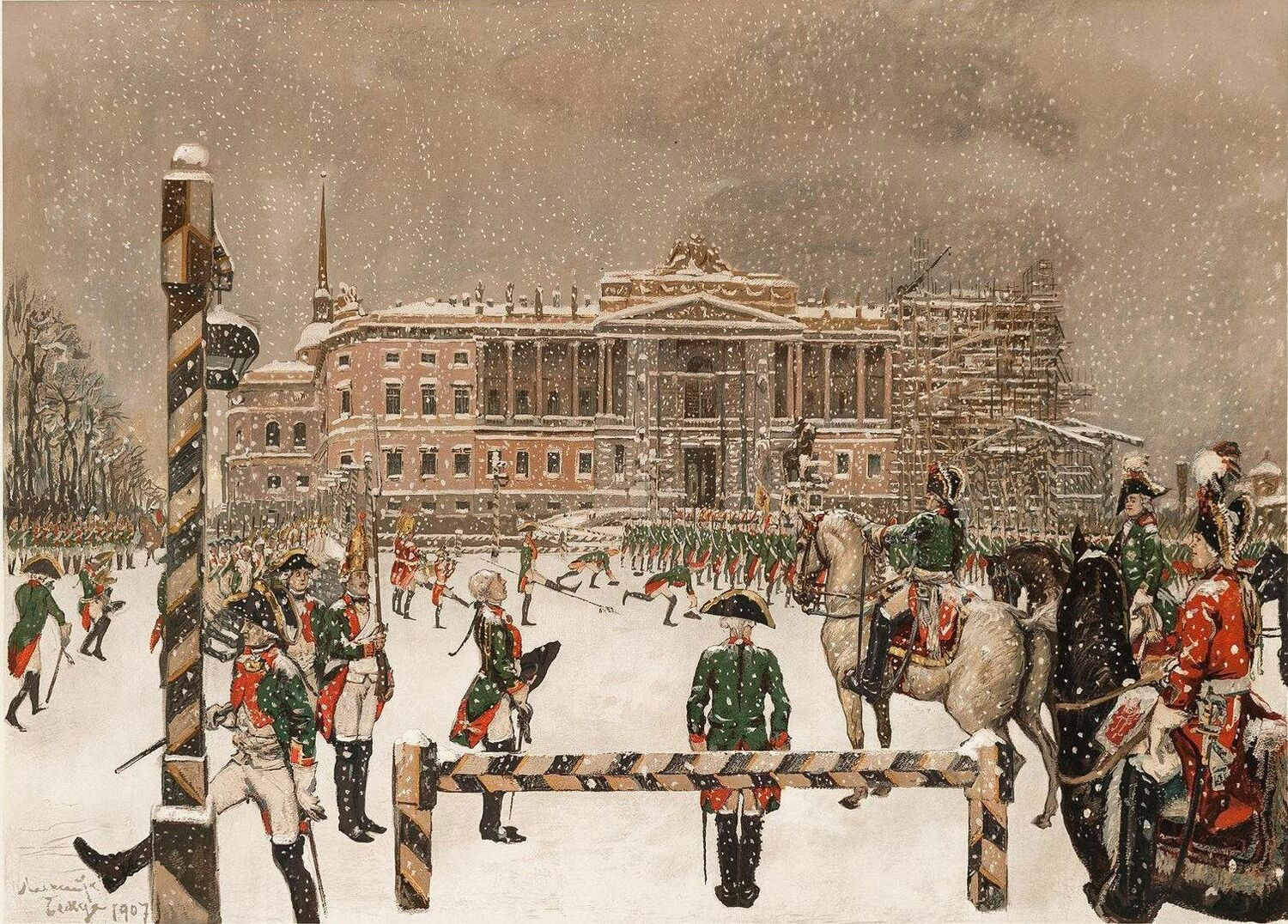
Parada Militar do Imperador Paulo em frente ao Castelo Mikhailovsky, por Alexandre Benois.

Há alguma evidência de que Paulo I tenha sido venerado como santo entre os ortodoxos russos, mas ele nunca foi oficialmente canonizado por nenhuma das Igrejas Ortodoxas.

## Descendência

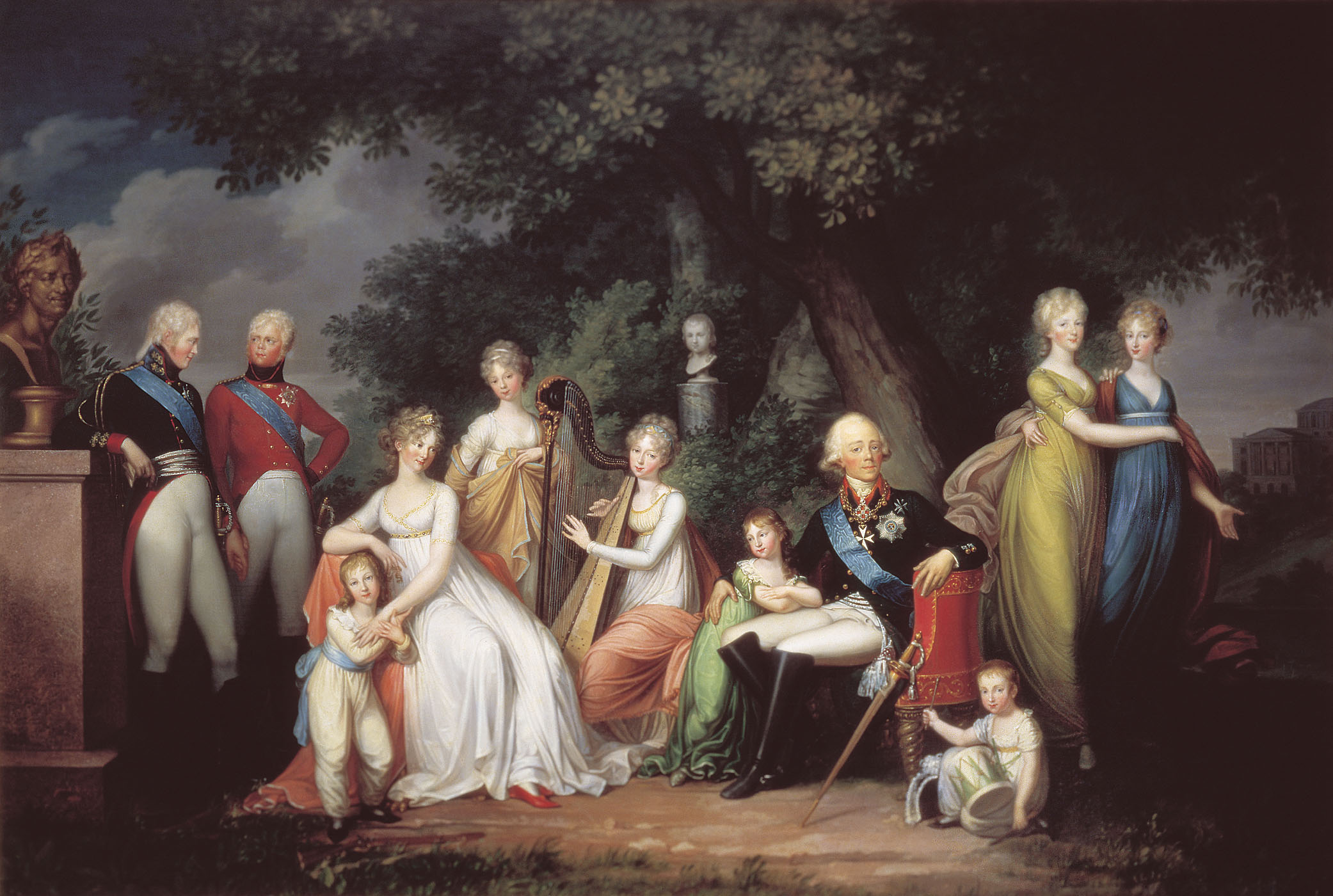
Família de Paulo I em 1800. Por Gerhard von Kügelgen.

|                                          |                       | Nascimento              | Morte                  |
| ---------------------------------------- | --------------------- | ----------------------- | ---------------------- |
| Com Guilhermina Luísa de Hesse-Darmstadt |                       |                         |                        |
| 1                                        | Filho natimorto       | 15 de abril de 1776     | 15 de abril de 1776    |
| Com Sofia Doroteia de Württemberg        |                       |                         |                        |
| 2                                        | Alexandre I da Rússia | 23 de dezembro de 1777  | 1 de dezembro de 1825  |
| 3                                        | Constantino Pavlovich | 27 de abril de 1779     | 27 de junho de 1831    |
| 4                                        | Alexandra Pavlovna    | 9 de agosto de 1783     | 16 de março de 1801    |
| 5                                        | Helena Pavlovna       | 24 de dezembro de 1784  | 24 de setembro de 1803 |
| 6                                        | Maria Pavlovna        | 16 de fevereiro de 1786 | 23 de junho de 1859    |
| 7                                        | Catarina Pavlovna     | 10 de maio de 1788      | 9 de janeiro de 1819   |
| 8                                        | Olga Pavlovna         | 22 de julho de 1792     | 26 de janeiro de 1795  |
| 9                                        | Ana Pavlovna          | 18 de janeiro de 1795   | 1 de março de 1865     |
| 10                                       | Nicolau I da Rússia   | 6 de julho de 1796      | 2 de março de 1855     |
| 11                                       | Miguel Pavlovich      | 8 de fevereiro de 1798  | 9 de setembro de 1849  |